# Abainville
Abainville est une commune française située dans le département de la Meuse, en région Grand Est.

## Géographie

### Situation
Abainville est arrosée par l'Ornain.
Elle est située à mi-chemin entre Neufchâteau au sud-est et Bar-le-Duc au nord-ouest. La commune est traversée par le GR714.

#### Communes limitrophes
| Houdelaincourt | Houdelaincourt         | Delouze-Rosières       |
| Houdelaincourt | Abainville             | Gondrecourt-le-Château |
| Bonnet         | Gondrecourt-le-Château | Gondrecourt-le-Château |

### Hydrographie
La commune est dans la région hydrographique « la Seine de sa source au confluent de l'Oise (exclu) » au sein du bassin Seine-Normandie. Elle est drainée par l'Ornain, le ruisseau de Richecourt, le Fossé 01 des Renardières, le ruisseau des Peux, le ruisseau des Machères, l'Ornain, le Fossé 01 du Geay et divers bras de l'Ornain,.
L'Ornain, d'une longueur de 116 km, prend sa source dans la commune de Grand et se jette  dans la Saulx à Étrepy, après avoir traversé 36 communes.

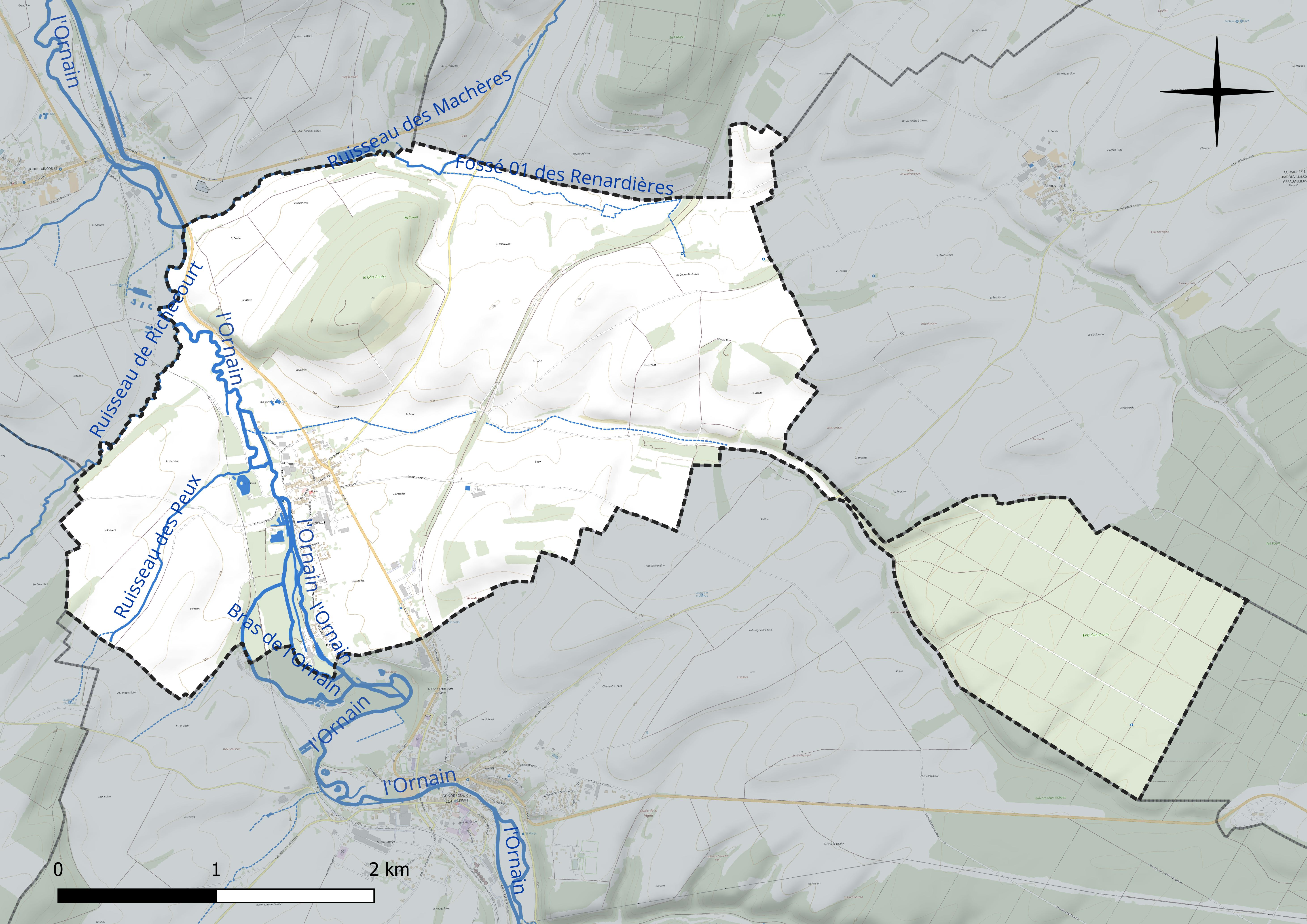
Réseau hydrographique d'Abainville.

### Climat
Pour des articles plus généraux, voir Climat du Grand Est et Climat de la Meuse.
En 2010, le climat de la commune est de type climat de montagne, selon une étude du Centre national de la recherche scientifique s'appuyant sur une série de données couvrant la période 1971-2000. En 2020, Météo-France publie une typologie des climats de la France métropolitaine dans laquelle la commune est exposée à un climat océanique altéré et est dans la région climatique Lorraine, plateau de Langres, Morvan, caractérisée par un hiver rude (1,5 °C), des vents modérés et des brouillards fréquents en automne et hiver.
Pour la période 1971-2000, la température annuelle moyenne est de 9,6 °C, avec une amplitude thermique annuelle de 16,4 °C. Le cumul annuel moyen de précipitations est de 970 mm, avec 13,4 jours de précipitations en janvier et 9,7 jours en juillet. Pour la période 1991-2020, la température moyenne annuelle observée sur la station météorologique de Météo-France la plus proche, « Cirfontaines_sapc », sur la commune de Cirfontaines-en-Ornois à 12 km à vol d'oiseau, est de 10,4 °C et le cumul annuel moyen de précipitations est de 904,1 mm. 
La température maximale relevée sur cette station est de 40 °C, atteinte le 12 août 2003 ; la température minimale est de −19,6 °C, atteinte le 6 février 1963,,.
Les paramètres climatiques de la commune ont été estimés pour le milieu du siècle (2041-2070) selon différents scénarios d'émission de gaz à effet de serre à partir des nouvelles projections climatiques de référence DRIAS-2020. Ils sont consultables sur un site dédié publié par Météo-France en novembre 2022.

## Urbanisme

### Typologie
Au 1er janvier 2024, Abainville est catégorisée commune rurale à habitat dispersé, selon la nouvelle grille communale de densité à sept niveaux définie par l'Insee en 2022.
Elle est située hors unité urbaine et hors attraction des villes,.

### Occupation des sols
L'occupation des sols de la commune, telle qu'elle ressort de la base de données européenne d’occupation biophysique des sols Corine Land Cover (CLC), est marquée par l'importance des territoires agricoles (69,9 % en 2018), une proportion identique à celle de 1990 (69,9 %). La répartition détaillée en 2018 est la suivante : 
terres arables (54,8 %), forêts (26,8 %), prairies (12,8 %), zones urbanisées (2,7 %), zones agricoles hétérogènes (2,2 %), zones industrielles ou commerciales et réseaux de communication (0,7 %). L'évolution de l’occupation des sols de la commune et de ses infrastructures peut être observée sur les différentes représentations cartographiques du territoire : la carte de Cassini (XVIIIe siècle), la carte d'état-major (1820-1866) et les cartes ou photos aériennes de l'IGN pour la période actuelle (1950 à aujourd'hui).

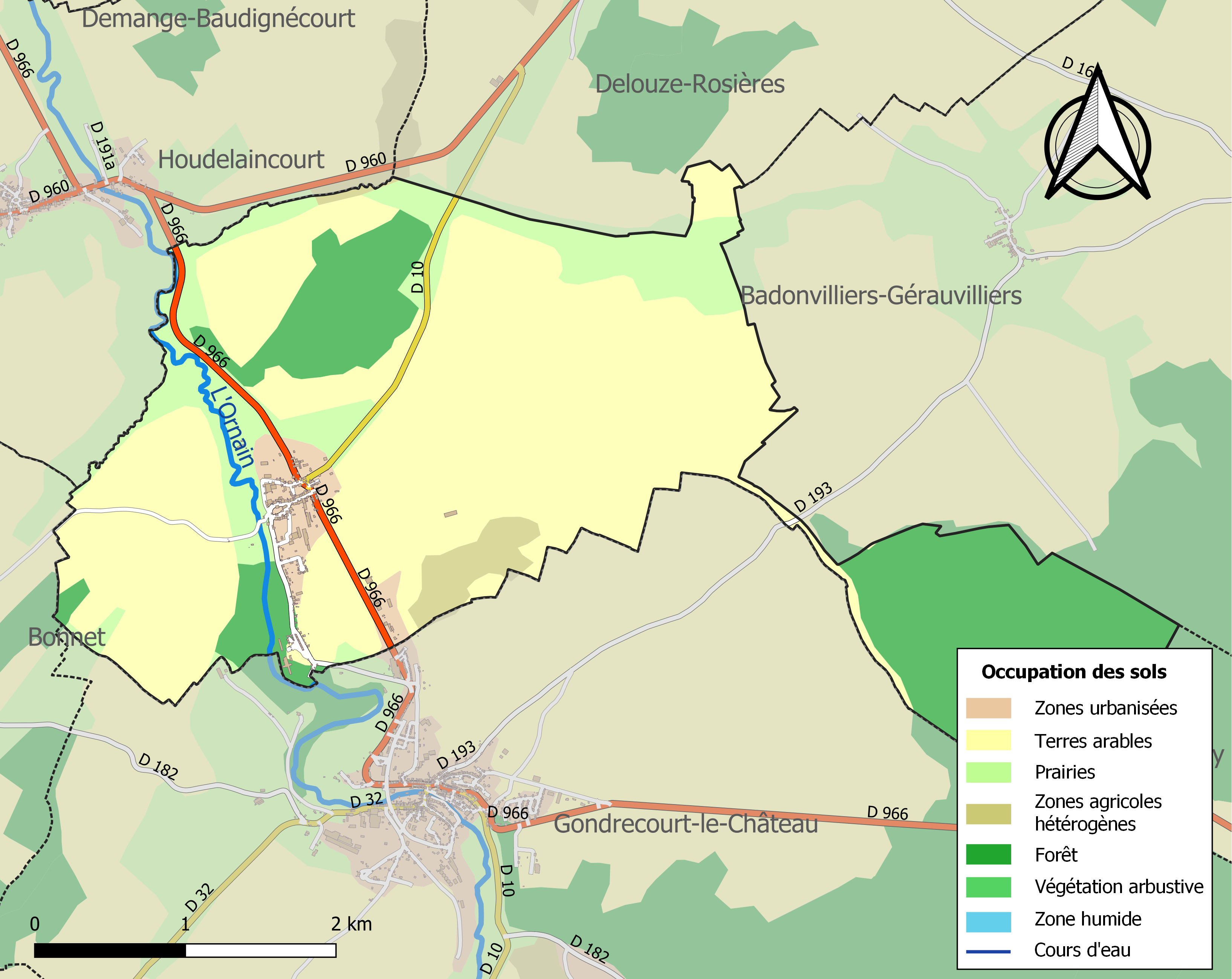
Carte des infrastructures et de l'occupation des sols de la commune en 2018 (CLC).

### Voies de communications et transport
La commune d'Abainville est desservie par les départementales D966 venant de Gondrecourt-le-Château et allant à Bar-le-Duc ; D10 venant de Delouze-Rosières.
| 13 odonymes recensés à Abainville au 1er février 2023 | 13 odonymes recensés à Abainville au 1er février 2023 | 13 odonymes recensés à Abainville au 1er février 2023 | 13 odonymes recensés à Abainville au 1er février 2023 | 13 odonymes recensés à Abainville au 1er février 2023 | 13 odonymes recensés à Abainville au 1er février 2023 | 13 odonymes recensés à Abainville au 1er février 2023 | 13 odonymes recensés à Abainville au 1er février 2023 |
| Cité                                                  | Avenue                                                | Boulevard                                             | Chemin                                                | Cours                                                 | Impasse                                               | Montée                                                | Promenade                                             |
| ----------------------------------------------------- | ----------------------------------------------------- | ----------------------------------------------------- | ----------------------------------------------------- | ----------------------------------------------------- | ----------------------------------------------------- | ----------------------------------------------------- | ----------------------------------------------------- |
| 1                                                     | 0                                                     | 0                                                     | 3                                                     | 0                                                     | 1                                                     | 0                                                     | 0                                                     |
| Place                                                 | Espalanade                                            | Carrefour                                             | Route                                                 | Rue                                                   | Ruelle                                                | Square                                                | Totale                                                |
| 0                                                     | 0                                                     | 0                                                     | 1                                                     | 7                                                     | 0                                                     | 0                                                     | 13                                                    |

## Toponymie
Abainville est mentionnée pour la première fois en 1151 sous le nom Abuni villa dans le diplôme de Henri, évêque de Toul, Abienville en 1318, Aubienville en 1321, Abieville en 1580, Abianville en 1700, Abanivilla en 1711.
Il s'agit d'une formation toponymique médiévale en -ville au sens ancien de « domaine rural ». Le premier élément Abain- semble rappeler le nom du propriétaire du lieu, Abbon (comprendre le nom de personne germanique Abbo au cas régime), bien que les formes anciennes vont plutôt dans le sens d'un anthroponyme germanique Abbewin.

## Histoire
Avant 1790, le village, situé dans le Barrois mouvant, dépendait du bailliage de Saint-Thiébault, puis de celui de Lamarche, de la prévôté de Gondrecourt et du Parlement de Paris. Il faisait partie du diocèse de Toul et passa, en 1822-1823, à celui de Verdun.
Le site est occupé dès le Haut-Moyen Âge, comme l'atteste la découverte fortuite, vers 1886, de « tombes avec haches, sabres, lances ». Cette nécropole mérovingienne est probablement celle remise au jour en 1972, au lieu-dit Derrière-le-Grand-Jardin, à moins de cent mètres au nord du village. Le site, bouleversé de 1972 à 1974 par une sablière et qui n'a pu être fouillé totalement, a fourni un abondant matériel des VIe et début VIIe siècles.
En 1318, la seigneurie appartenait à Gauthier de Prie, écuyer, seigneur de Demange-aux-Eaux qui la céda au comte de Bar, Édouard Ier. En 1397, elle se trouvait entre les mains d'Alix d'Abainville. Au cours des XVe et XVIe siècles, à l'occasion des dénombrements de terres, on relève les propriétaires de fiefs suivants : Pierre de Toul, dit Jobart, écuyer (1456), Jean-Antoine de Bilistein (1487, 1510), Claude d'Augy (1574), Charles Coirenot, écuyer apostolique (1588). Ce dernier était apparenté à Jean Coirenot, abréviateur et président de la chancellerie romaine, originaire d'Abainville, mort vers 1566. Au début du XVIIIe siècle, un fief appartenait aux Circourt de Gérauvilliers.
Depuis les temps les plus reculés, les forêts constituent la plus grande richesse de la commune. Les habitants en possédaient les droits d'usage comme l'attestent plusieurs lettres patentes dont celle accordée par le roi de France Charles IX, le 24 août 1562. De plus, les richesses forestières furent exploitées au cours du XVIIIe siècle et surtout au XIXe siècle, dans les importantes forges locales.

## Politique et administration

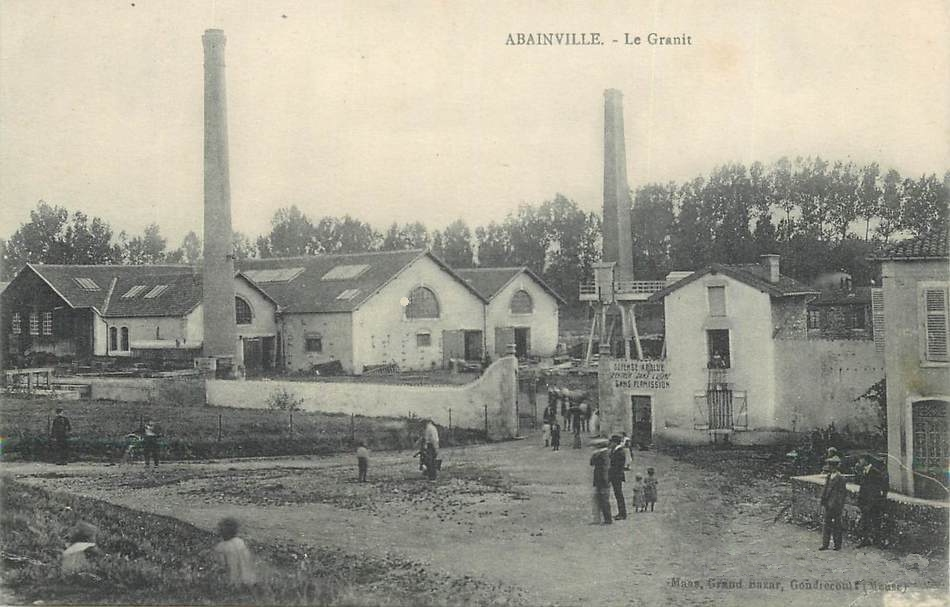
Carte postale de l'usine Le Granit.

### Tendances politiques et résultats
Lors des élections européennes de 2019, Abainville a un taux de participation supérieur à celui de la France (61,63 % contre 50,12). Le Rassemblement National y fait un score supérieur à son score national (36,96 % contre 23,34) tandis que la République en Marche y fait un score inférieur (13,77 % contre 22,42). Les Républicains y fait un score supérieur (11,59 % contre 8,48) mais Europe-Ecologie-Les Verts y  font un score inférieur (6,52 % contre 13,48 au niveau national). Le Parti animaliste obtient 5,80 % contre 2,16 au niveau du pays.
Le résultat de l'élection présidentielle de 2012 dans cette commune est le suivant :
| Candidat       | Candidat                    | Premier tour | Premier tour | Second tour | Second tour |
| Candidat       | Candidat                    | Voix         | %            | Voix        | %           |
| -------------- | --------------------------- | ------------ | ------------ | ----------- | ----------- |
|                | Eva Joly (EÉLV)             | 1            | 0,48         |             |             |
|                | Marine Le Pen (FN)          | 69           | 33,01        |             |             |
|                | Nicolas Sarkozy (UMP)       | 65           | 31,10        | 108         | 59,02       |
|                | Jean-Luc Mélenchon (FG)     | 15           | 7,18         |             |             |
|                | Philippe Poutou (NPA)       | 2            | 0,96         |             |             |
|                | Nathalie Arthaud (LO)       | 2            | 0,96         |             |             |
|                | Jacques Cheminade (SP)      | 0            | 0,00         |             |             |
|                | François Bayrou (MoDem)     | 13           | 6,22         |             |             |
|                | Nicolas Dupont-Aignan (DLR) | 5            | 2,39         |             |             |
|                | François Hollande (PS)      | 37           | 17,70        | 75          | 40,98       |
|                |                             |              |              |             |             |
| Inscrits       | Inscrits                    | 250          | 100,00       | 250         | 100,00      |
| Abstentions    | Abstentions                 | 40           | 16,00        | 33          | 13,20       |
| Votants        | Votants                     | 210          | 84,00        | 217         | 86,80       |
| Blancs et nuls | Blancs et nuls              | 1            | 0,48         | 34          | 15,67       |
| Exprimés       | Exprimés                    | 209          | 99,52        | 183         | 84,33       |

Le résultat de l'élection présidentielle de 2017 dans cette commune est le suivant :
| Candidat    | Candidat                    | Premier tour | Premier tour | Deuxième tour | Deuxième tour |  |
| Candidat    | Candidat                    | %            | Voix         | %             | Voix          |  |
| ----------- | --------------------------- | ------------ | ------------ | ------------- | ------------- |  |
|             | Nicolas Dupont-Aignan (DLF) | 9,60         | 19           |               |               |  |
|             | Marine Le Pen (FN)          | 32,32        | 64           | 57,06         | 97            |  |
|             | Emmanuel Macron (EM)        | 14,65        | 29           | 42,94         | 73            |  |
|             | Benoît Hamon (PS)           | 2,53         | 5            |               |               |  |
|             | Nathalie Arthaud (LO)       | 0,00         | 0            |               |               |  |
|             | Philippe Poutou (NPA)       | 1,52         | 3            |               |               |  |
|             | Jacques Cheminade (SP)      | 0,51         | 1            |               |               |  |
|             | Jean Lassalle (RES)         | 1,52         | 3            |               |               |  |
|             | Jean-Luc Mélenchon (LFI)    | 12,12        | 24           |               |               |  |
|             | François Asselineau (UPR)   | 0,51         | 1            |               |               |  |
|             | François Fillon (LR)        | 24,75        | 49           |               |               |  |
|             |                             |              |              |               |               |  |
| Inscrits    | Inscrits                    | 244          | 100,00       | 243           | 100,00        |  |
| Abstentions | Abstentions                 | 39           | 15,98        | 52            | 21,40         |  |
| Votants     | Votants                     | 205          | 84,02        | 191           | 78,60         |  |
| Blancs      | Blancs                      | 6            | 2,93         | 14            | 7,33          |  |
| Nuls        | Nuls                        | 1            | 0,49         | 7             | 3,66          |  |
| Exprimés    | Exprimés                    | 198          | 96,59        | 170           | 89,01         |  |

### Liste des maires
| Période     | Période  | Identité              | Étiquette | Qualité                                                                                       |
| ----------- | -------- | --------------------- | --------- | --------------------------------------------------------------------------------------------- |
| mars 2001   | 2020     | Daniel Lhuillier      | PS        | Retraité de l'enseignement Conseiller général du canton de Gondrecourt-le-Château (1998-2015) |
| 25 mai 2020 | En cours | Jean-Claude Herpierre |           | Ancien cadre                                                                                  |

## Population et société

### Démographie
Les habitants sont appelés les Abainvillois.
L'évolution du nombre d'habitants est connue à travers les recensements de la population effectués dans la commune depuis 1793. Pour les communes de moins de 10 000 habitants, une enquête de recensement portant sur toute la population est réalisée tous les cinq ans, les populations de référence des années intermédiaires étant quant à elles estimées par interpolation ou extrapolation. Pour la commune, le premier recensement exhaustif entrant dans le cadre du nouveau dispositif a été réalisé en 2005.

En 2022, la commune comptait 282 habitants, en évolution de −7,54 % par rapport à 2016 (Meuse : −4,4 %, France hors Mayotte : +2,11 %).
| 1793 | 1800 | 1806 | 1821 | 1831 | 1836 | 1841 | 1846 | 1851 |
| ---- | ---- | ---- | ---- | ---- | ---- | ---- | ---- | ---- |
| 290  | 321  | 334  | 314  | 514  | 519  | 572  | 675  | 783  |

| 1856 | 1861 | 1866 | 1872 | 1876 | 1881 | 1886 | 1891 | 1896 |
| ---- | ---- | ---- | ---- | ---- | ---- | ---- | ---- | ---- |
| 664  | 687  | 776  | 770  | 735  | 725  | 718  | 668  | 598  |

| 1901 | 1906 | 1911 | 1921 | 1926 | 1931 | 1936 | 1946 | 1954 |
| ---- | ---- | ---- | ---- | ---- | ---- | ---- | ---- | ---- |
| 612  | 272  | 493  | 523  | 443  | 384  | 377  | 364  | 322  |

| 1962 | 1968 | 1975 | 1982 | 1990 | 1999 | 2005 | 2006 | 2010 |
| ---- | ---- | ---- | ---- | ---- | ---- | ---- | ---- | ---- |
| 349  | 369  | 327  | 349  | 305  | 318  | 334  | 342  | 298  |

| 2015 | 2020 | 2022 | - | - | - | - | - | - |
| ---- | ---- | ---- | - | - | - | - | - | - |
| 305  | 285  | 282  | - | - | - | - | - | - |

## Économie
Au XVIIIe siècle, au lieu-dit la Forge, un haut-fourneau et une forge sont construits par le comte de Salles pour valoriser la forêt du Vau. Muel Doublat, frère du créateur de la fonderie de Tusey, près de Vaucouleurs, agrandit et modernise l’entreprise entre 1823 et 1825 qui sera ensuite exploitée jusqu’en 1879 par Salin, Lasson et Cie.
La forge à l'anglaise (avec fours à puddlage et laminoirs) a été une des plus importantes de France à cette époque. En 1834, l'énergie hydraulique de l'Ornain a été complétée par une machine à vapeur de 80 cv.

Ces forges, ainsi que les ouvriers, furent représentés par le peintre Ignace-François Bonhommé vers 1835-1840. 

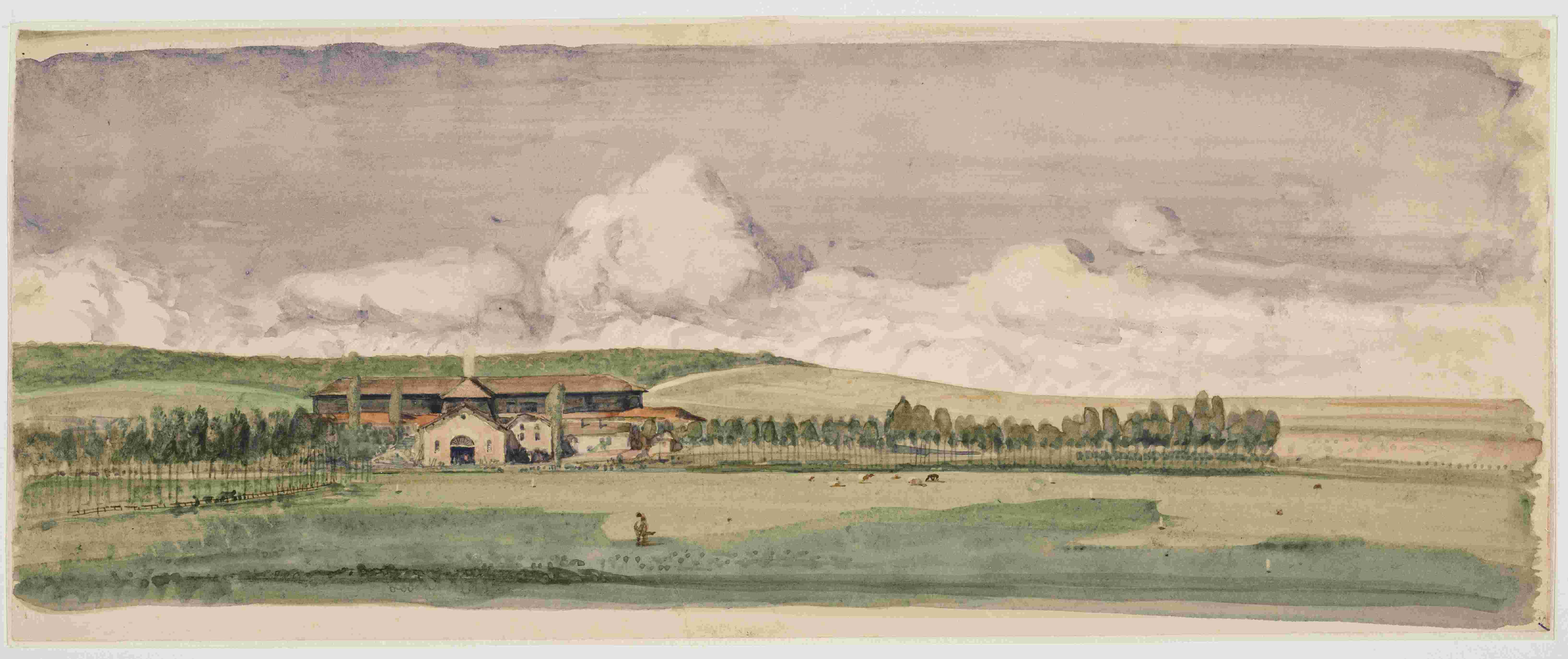
Bonhommé, Abainville - Le haut-fourneau de la Poudrerie, 1837 : vue depuis les forges , vers l'ouest. Au fond, la Côte Bonnet et le bois de Ruère.
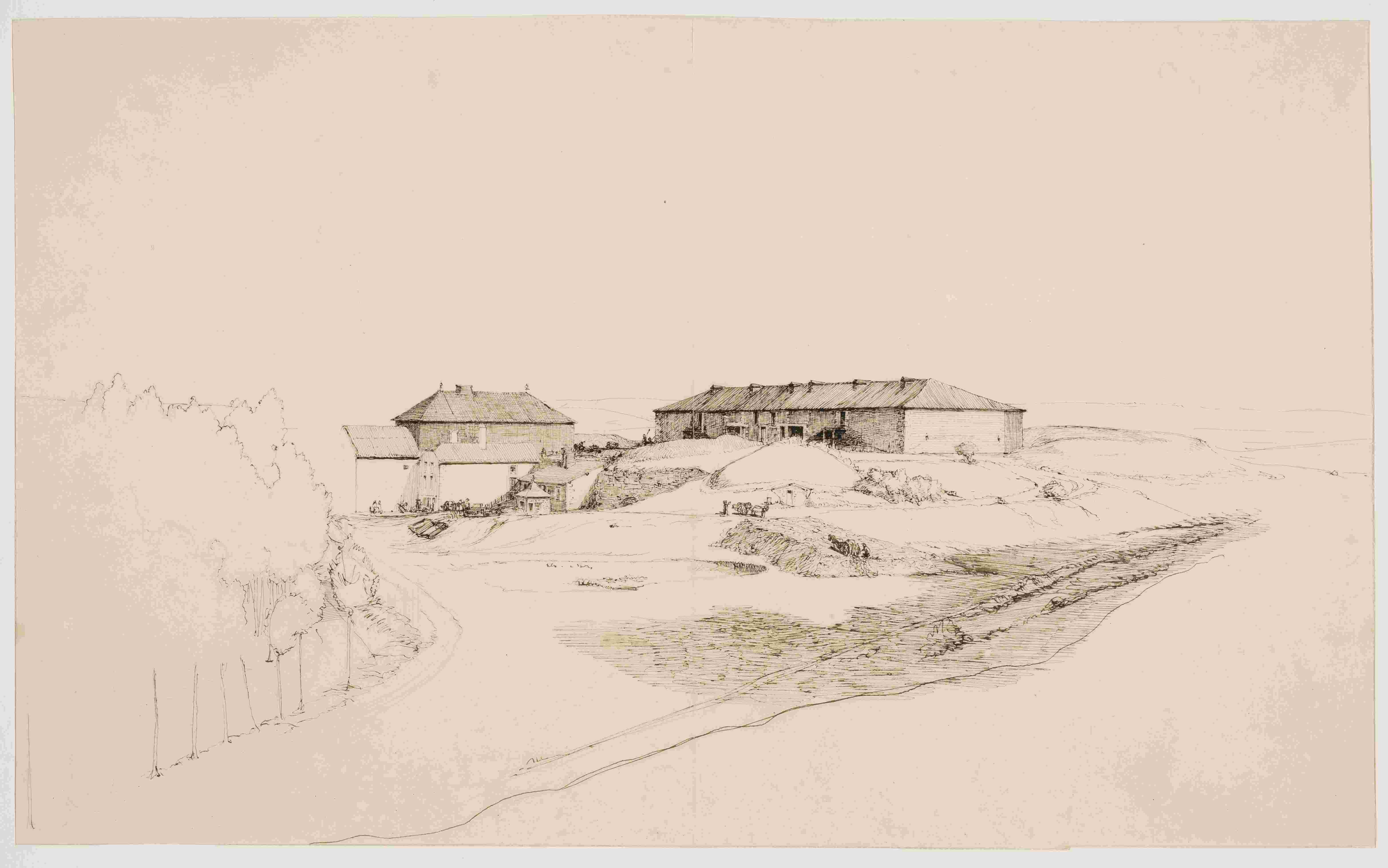
Bonhommé, Abainville - Le haut-fourneau de la Poudrerie, 1837 : haut-fourneau est situé 400 mètres à l'ouest de la forge.
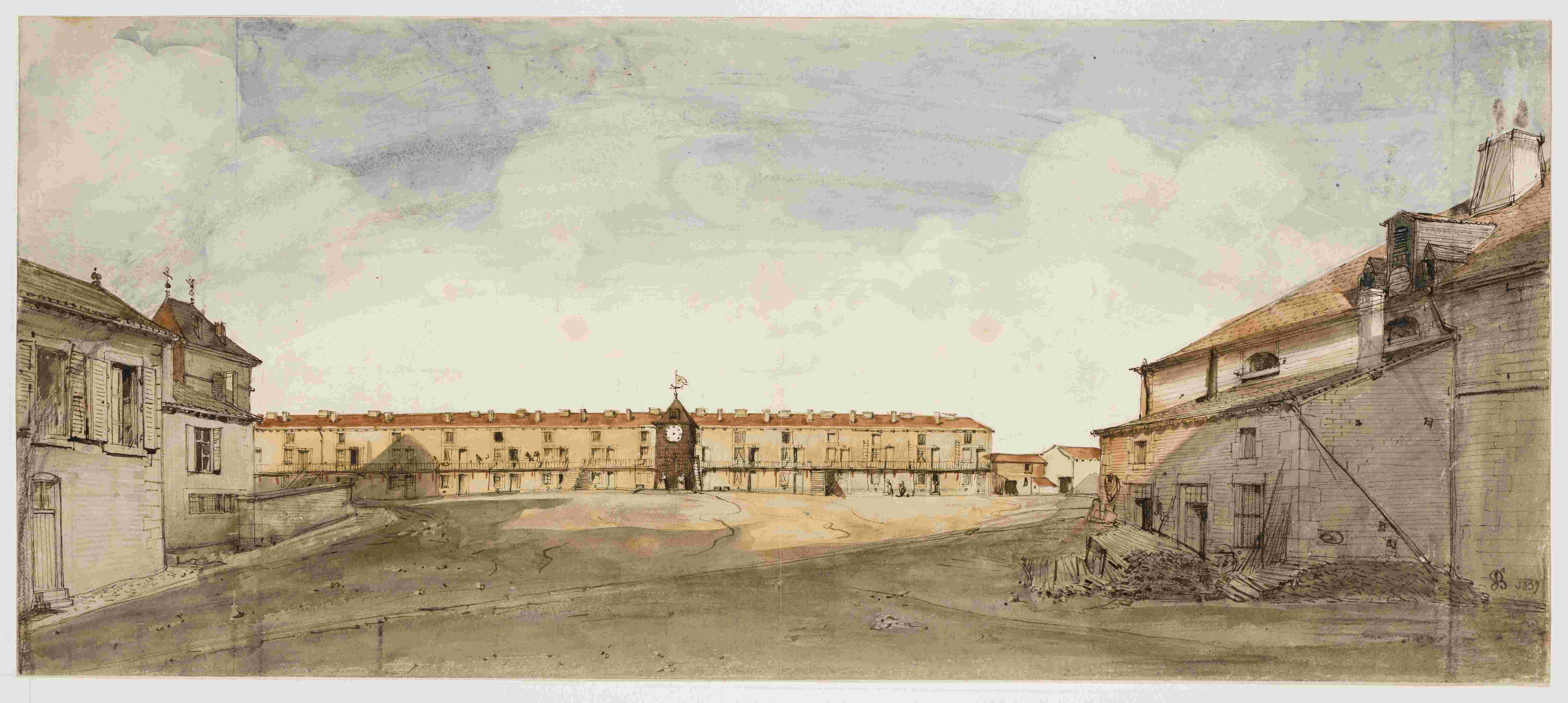
Bonhommé, Abainville - Cour de l'usine, 1837 : à gauche, la maison de maître ; au fond, le bâtiment abritant quarante-sept logements ouvriers desservis par une galerie de circulation extérieure. Cette disposition, apparue avec les forges à l'anglaise, préfigure les casernes ouvrières. Au centre, la tour du bureau de la bascule, avec son horloge.
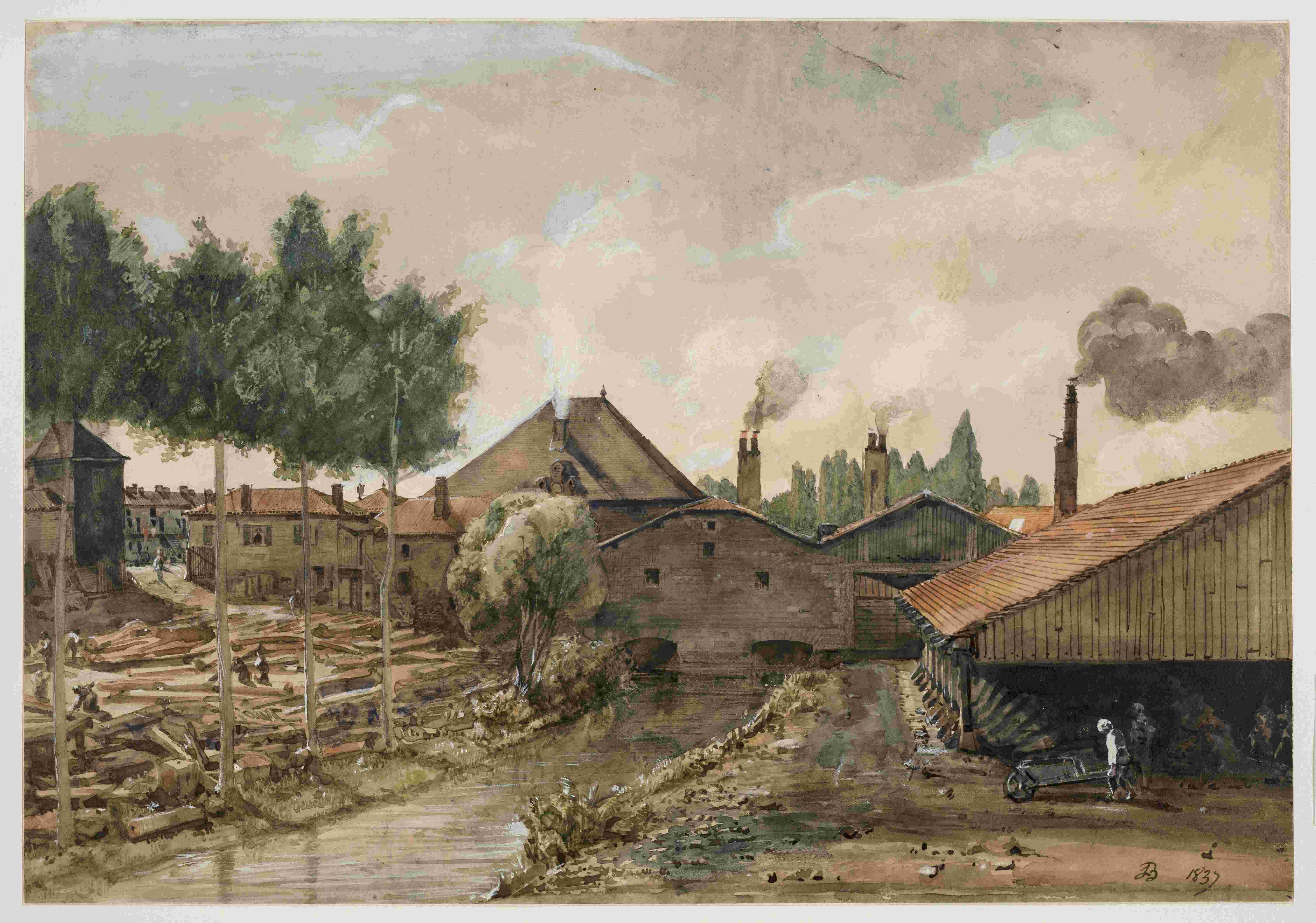
Bonhommé, Abainville - Vue extérieure des bâtiments de la forge, 1837 : Vue vers le sud, depuis la rive gauche, d'un des canaux d'alimentation des roues hydrauliques. A gauche, le chantier de bois de charpente.On peut apercevoir l'extrémité d'un des corps de logement des ouvriers et  la maison du maître de forge. Au centre, le magasin des fers et ferrailles. Au fond, le haut fourneau et, à droite, la halle  ouverte destinée à stocker la houille.
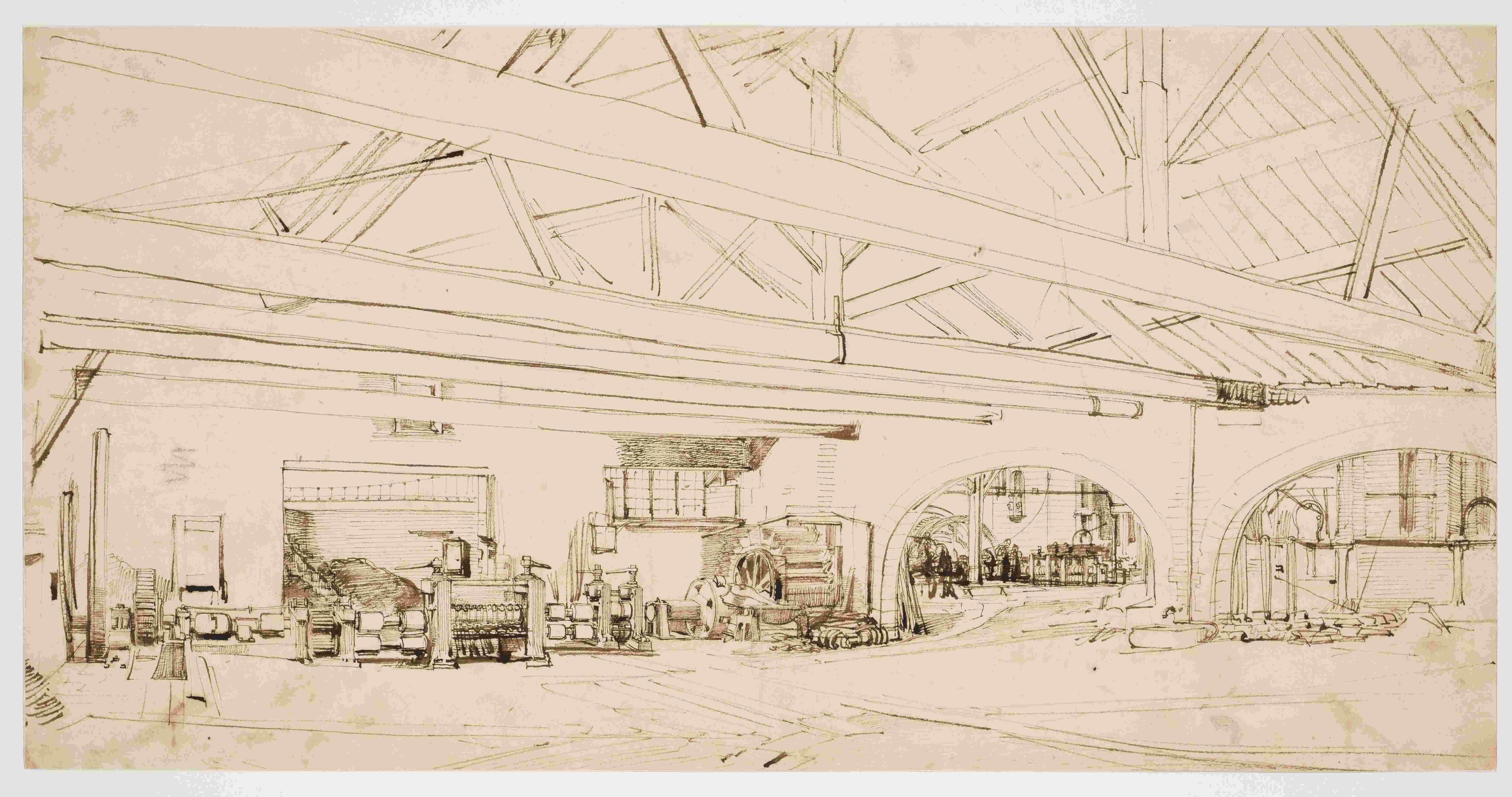
Bonhommé, Abainville - Atelier de puddlage et de dégrossissage, 1837 : A gauche, le volant d'une machine à vapeur de 40 chevaux, entraînant un banc de laminoirs à  deux cages de cylindres dégrossisseurs. Au second plan, la silhouette d'un squeezer, ou machine à cingler les loupes. Au centre, une roue à aubes de 15 chevaux actionnant un marteau frontal, à cingler. Sous la première arcade, on  distingue les cylindres des laminoirs à fer marchand et le bâtiment abritant la machine à vapeur de 100 chevaux. Sous  l'arcade à l'extrême droite, un des six fours à puddler.

## Culture locale et patrimoine

### Lieux et monuments
- Le château d'Abainville.
- L'église paroissiale Saint-Martin[29], construite en 1625,  fut détruite au XIXe siècle et reconstruite à partir de 1880 par l'architecte Alexandre Guiot. Les verrières (au total vingt-sept) ont été fabriquées dès 1883 à Bar-le-Duc.

### Personnalités liées à la commune
- Vivenot (1822-1894), général.
- Les ancêtres huguenots du poète belge Norge (pseudonyme de Georges Mogin).
- Ignace-François Bonhommé, peintre du XIXe siècle qui a représenté les forges d'Abainville en 1835-1840.

### Héraldique, logotype et devise
| Blason de Abainville | Blason  | D'or au haut fourneau de sable maçonné d'argent, flambant de gueules et libérant une coulée du même, accompagné à dextre d'une massette et d'un ciseau de sculpteur d'azur croisés formant un sautoir et à senestre des mêmes contournés. Mi-vêtu en chef d'azur à une croisette recroisetée d'or à dextre et à senestre. |
| Blason de Abainville | Détails | Blason composé par R.A Louis avec les conseils de la Commission héraldique de l'UCGL et mis à disposition de la commune en 2011. |